# ファンキー末吉
ファンキー末吉（ファンキーすえよし、1959年7月13日 - ）は、日本のミュージシャン、ドラマー、文筆家。本名は末吉 覚（すえよし さとる）。
香川県坂出市出身。香川大学教育学部附属坂出中学校、香川県大手前高等学校卒業、神戸商科大学（現：兵庫県立大学）管理科学科中退。
ファンキーとは自身がファンク指向であったことから付けられた芸名である。

## 来歴・人物
実家は、昭和30年代から50年代頃にかけて大繁盛していた香川県坂出市の元町商店街にあった中華料理店「平和園」。両親は生粋の日本人だったが中国料理店などを経営し、裕福な少年時代を過ごした。優秀な子どもが集まる国立香川大学附属小学校、同中学校を経て、丸亀城の目の前にある丸亀大手前高校に進学した。国立附属の小中学校は、大学研究の一環でもあるので、児童・生徒の才能を引き出す教材等は何でも揃えられるという環境に恵まれたおかげで、末吉が通った附属中学には、当時にしては珍しいドラムセットがあった。末吉のドラムへの関心が高まったのはその頃である。ドラムに夢中になり、音楽室に入り浸る毎日。あれから50年以上の時が経ち、音楽室に保管されていた当時のドラムは、2024年夏、坂出市に寄贈された。
1980年にアマチュアバンド「爆風銃」（バップガン）をホッピー神山と結成。メンバーの入れ替えを繰り返すが、1982年のヤマハEastWestで出会った「スーパースランプ」（当時）のボーカルサンプラザ中野、リードギターのパッパラー河合を勧誘し、直前に爆風銃に加入していたベースの江川ほーじんとともに爆風スランプを結成した。
以降、1998年の活動休止に至るまで、爆風スランプのドラムおよび作曲を担当した。また、パーカッションを演奏することもあった。当初はアフロヘアーであったが、髪型を変えた際に一時期Newファンキー末吉とクレジットされたことがある。現在も長髪である。
爆風スランプの活動と並行し、1984年にクリスタルキングのサポートメンバーを務めたり、ジャズのステージにも立つなど、多方面で活動。爆風スランプの活動休止後、1999年に二井原実 (LOUDNESS) らと共に「X.Y.Z.→A」を結成。また、「夜総会BAND」のドラマーとしても活動する。
1990年には当時アングラ的存在であった中国のロックシーンに触れる。この体験に基づく小説を著すとともに、中国でスタジオ・ミュージシャン、音楽プロデューサー（サザンオールスターズの北京公演も彼のコーディネートによるところが大きい）などの仕事を手がけるようになる。中国人女性と結婚したこともあり、2001年には生活の場を北京に移し、中国を拠点として活動するようになった。こうした経緯から中国語に堪能であり、中国語会話に関連した著作もある。1999-2000年にNHK教育テレビの『中国語会話』にレギュラー出演した。
1997年、SMAPの香取慎吾主演の映画『香港大夜総会 〜タッチ&マギー〜』（東宝）において、サウンドトラックを担当。楽曲の演奏メンバーは夜総会BANDのメンバーが中心となっている。
2006年、中国映画『瘋狂的石頭（クレイジーストーン）』（寧浩監督）の音楽を担当。この映画は中国全土でヒットし、東京国際映画祭でも上映された。
2007年、北朝鮮で（合法的に）ロックバンドを作るプロジェクトを開始した。既に何度か北京経由で渡航している。そのプロジェクトは『NEWS ZERO特別版 "北朝鮮でロックする!"』（日本テレビ）でドキュメンタリーとして放送された。
2009年5月、東京都八王子市に「Live Bar X.Y.Z.→A」を開店した（2017年5月末日閉店）。
2010年、演劇ユニット・プロペラ犬の演劇公演『アウェーインザライフ』の音楽監督を担当。
2011年 - 2013年、元C-C-Bの渡辺英樹・田口智治・米川英之のバンドAJ-米田渡-にサポートドラマーとして参加。
2011年10月、『美男ですね』の舞台で楽器指導を担当。
2011年、爆風スランプのトリビュートアルバム『We Love Bakufu Slump』（2011年12月25日発売）をプロデュース。参加メンバーはアースシェイカー、生田ノブヤ（ノイズファクトリー）、石川俊介（聖飢魔II）、内田雄一郎（筋肉少女帯）、梅原"PAUL"達也（44マグナム）、X.Y.Z.→A、王様、サンプラザ高円寺くん、渡辺英樹・田口智治・笠浩二・米川英之（C-C-B名義）、曾我泰久・加賀八郎・衛藤浩一 (THE GOOD-BYE)、田中雅之（ex.クリスタルキング）、デーモン閣下（聖飢魔II）、ホッピー神山、三井雅弘 (ex.Tops)、山下昌良（ラウドネス）、ロリータ18号など。
さらに、前述のアルバムにACE、CRACK BANQEST、ROLLY、ザ・キャプテンズ、オズ、和佐田達彦、山本恭司、話音（野村義男+力石理江）らが新たに参加した『爆風トリビュートComplete』を2013年1月15日にリリース 。
2014年 - 2015年、元C-C-Bの渡辺英樹がリーダーを務めるバンド『VoThM』に五代目ドラマーとして加入。2015年7月に渡辺が死去したことを切っ掛けに脱退（なお、VoThMは現在も活動を続けている）。
2018年、デビューアルバムからプロデュースした布衣というバンドに正式加入し、毎年中国全土を100本近く廻るツアーを敢行している。
2019年、現代における香川県出身者の中で、国際的に活躍している人物であると賞賛され、香川県知事より名誉大使「KAGAWAアンバサダー」に任命される。
2022年、生まれ故郷の坂出市より、観光アンバサダーに任命され、坂出市の魅力を魅力を発信し、観光振興に貢献する役割を担う。
2025年1月24日、ドラム教則本『FUNKY末吉 実践ドラム教則本』全5巻を発売。それに伴い1月から2月にかけてドラムクリニックツアーを開催した。
2025年7月22日～25日、高松市の香川県立五色台少年自然センターにて合宿形式のドラムスクール「Funky Drum School 2025 Summer Camp in Japan」、同年7月25日に丸亀市市民交流活動センターマルタスにて「マルタス音楽交流会～音楽でつながる日本と中国～トーク＆ジャムセッション
世代と世界を超えた交流」にスペシャルゲストとして迎えられ、トーク＆ジャムセッション、そして翌26日には総合プロデューサーとして、生まれ故郷の坂出市において、念願のコンサート「坂出マイラブ音楽祭」を開催。会場となる坂出市民ホールは、末吉が高校時代、人生で初めてステージに立ち演奏した場所である。

## JASRACとの戦い
2009年5月に「Live Bar X.Y.Z.→A」を開店させてからしばらくして日本音楽著作権協会（JASRAC）から著作権料の支払いを求める手紙が届いたが、手紙の内容を見た末吉が料金徴収法に対し不可解だと激怒した。
末吉曰く「これではヤクザのみかじめと同じである。ちゃんと著作権者に分配しろよ!!」と憤っており、弁護士にも相談、JASRACと長期間に渡る交渉を行う事を決意した。具体的には、自らのバンドであるX.Y.Z.→Aに関するJASRACからの分配額のうち、ライブハウスの演奏・カラオケなど「社交場」カテゴリーの分配額がゼロであることに対し「X.Y.Z.→Aはこの10年で300本ぐらいライブをしているのに、印税が全くないのはおかしい」と疑問を持ったことが発端であるとしている。
2009年11月にサイゾーで取り上げられたことがmixi等で話題になったことで末吉はネットユーザーの間で時の人となったが、末吉自身は話が大きくなっていることに困惑している事をブログで告白しており、「別に喧嘩を売ってるわけではない」とのこと。
2010年6月の日刊サイゾーでのインタビューでは、自らも『Runner』の作曲者として印税支払いを受け、同曲の遠藤真志によるカバーバージョンがダイハツ・ムーヴカスタムのCMに使用された際には「トータルで八王子に家が買えるぐらい」の印税を得るなど、JASRACから相応の恩恵も受けていることを明らかにしつつ、今後JASRACの分配額決定方法について公開の話で第三者も交えた議論を行い「時代に合った新たな徴収方法」を模索することが必要だとの見解を示した。
2012年2月13日、JASRACからファンキー末吉（他）に対して調停が申し立てられた。
2013年4月15日、JASRACはこの調停を一方的に不成立とした。
同年10月31日、JASRACはプレスリリース「ライブハウスの経営者に対し著作権侵害行為の差止めと損害賠償を請求」を公開した。
同年年11月21日、JASRACはファンキー末吉に対して「著作権侵害差止等請求事件」という訴訟を起こした。
同年12月14日、ファンキー末吉に対するJASRACの訴訟はスラップではないか？との立場から、ファンキー末吉 支援者の会が立ち上がった。
2017年5月31日、Live Bar X.Y.Z.→A閉店。
同年7月11日、最高裁判所はファンキー末吉の上告棄却及び上告受理申立て不受理の各決定下し、JASRAC側の主張が概ね通った形で知財高裁判決が確定。翌12日、ファンキー末吉は一連の流れを赤裸々に記す著書を出版する旨を示し、クラウドファンディングを発足。
同年8月18日、文化庁に調査と改善命令を求める上申書を提出し、記者会見を行った。同年9月4日、JASRACは見解を提示。
2018年2月17日、『日本の音楽が危ない〜JASRACとの死闘2899日〜』出版。

## 出演

### 映画
- バトルヒーター（1989年11月3日、松竹富士） - 飛井風太 役
- アトランタ・ブギ（1996年11月9日、アミューズ） - バッタ屋 役

### テレビ番組
- テレメンタリー「爆風の絆 日本×中国 架け橋のドラマー」（2024年12月7日、テレビ朝日）[12]

## 著作
- 北京的夏（2007年12月5日、講談社、作画：松本剛）ISBN 978-4-06283-640-1 - 原作（小説現代に連載された小説「天安門にロックが響く」。2018年1月22日に電子書籍としてリリース）
- 酒と太鼓の日々（1995年5月1日、ホットカプセル）ISBN 978-4-88296-201-4
- 大陸ロック漂流記 中国で大成功した男（1998年8月1日、アミューズブックス）ISBN 978-4-90661-334-2
- カタカナ音符でだれでも話せる中国語（2004年1月1日、情報センター出版局）ISBN 978-4-79582-663-2
- 平壌6月9日高等中学校・軽音楽部 北朝鮮ロック・プロジェクト（2012年11月26日、集英社インターナショナル）ISBN 978-4-79767-240-4
- 日本の音楽が危ない〜JASRACとの死闘2899日〜（2018年2月17日、有限会社ファンキー末吉）
- ファンキー末吉 中国ロックに捧げた半生（2015年3月15日、リーブル出版）ISBN 978-4-86338-104-9
- 中国語で歌おう!―カラオケで学ぶ中国語（2000年6月1日、アルク）ISBN 978-4-75740-240-9
- ファンキー末吉の10日でおぼえる「ひとこと」中国語会話（2011年10月13日、あさ出版）ISBN 978-4-86063-480-3
- ファンキー末吉実践ドラム教本 金が稼げるドラマーになろう Vol.1 - Vol.5（2024年4月）※電子書籍
- FUNKY末吉 実践ドラム教則本（2025年1月24日、Pearl）※全5巻